# Cinq Démons
Les Cinq Démons du sikhisme appelés aussi les Cinq Voleurs sont cinq grandes faiblesses de la personnalité humaine; ce sont cinq défauts qui amènent vers le mal, et cela plutôt que de chercher le divin et les vertus. Lors de la vie de tous les jours ils obscurcissent l'esprit, et mène tout un chacun vers l'égoïsme plutôt que l'altruisme. Ces cinq maux sont : Kam, la luxure, Krodh la rage, la colère, Lobh la cupidité, l'avidité matérielle, Moh l'attachement et Ahankar l'ego, la fierté.
Le but principal du sikh est par des pratiques telles Simran, ou les Trois Piliers du Sikhisme la maîtrise de ces avidités intérieures afin de les rendre inexistantes. L'esprit doit être au-dessus, au-delà de ces cinq péchés. Tout sikh a le devoir de ne pas fonder sa vie sur ces cinq passions. Il faut vivre une vie de dévotion au Tout-Puissant Waheguru à travers la prière et l'observance de principes moraux tels le partage.
Dans le cadre du yoga, le pratiquant cherche à ne pas s'attacher aux biens matériels mais aux spirituels. L'attachement crée le malheur. Une vie sans ego connait le bonheur. La Bhagavad Gita parle de cinq maux, le bouddhisme de dix souillures. Les catholiques parleraient des péchés capitaux.

## Source
- Five Thieves dans wikipédia en anglais.